# Yoel Romero
Yoel Romero Palacio (* 30. dubna 1977 Pinar del Río) je bývalý kubánský zápasník volnostylař, olympijský medailista z roku 2000. V roce 2009 přestoupil k profesionálům potom co v létě 2007 z Kuby emigroval. Věnuje se zápasení v mixed martial arts. Aktuálně bojuje v jedné nejprestižnějších MMA organizaci na světě Bellator

## Sportovní kariéra
Volnému stylu se začal věnovat ve 12 letech. Od svých 17 se připravoval v Havaně pod vedením Filiberta Delgada. Členem kubánské seniorské reprezentace byl od roku 1997. V roce 1999 vybojoval titul mistra světa ve střední váze. V roce 2000 startoval na olympijských hrách v Sydney. Ze základní skupiny postoupil bez ztráty bodu a ve finále se utkal s Dagestáncem Adamem Sajtijevem. V zápase však několikrát hrubě chyboval čehož šikovný ruský reprezentant dokázal využít a zvítězit na lopatky. Získal stříbrnou olympijskou medaili. V roce 2004 obhajoval olympijskou medaili na olympijských hrách v Athénách a bez větších problémů postoupil ze základní skupiny. V semifinále však o bod prohrál s Američanem Caelem Sandersonem a nakonec skončil bez medaile. V roce 2007 se po účasti na světovém poháru v Německu, rozhodl na rodnou Kubu nevrátit. Od roku 2010 zápasí v profesionálním ringu.

### Výsledky
| Turnaj            | 1997         | 1998         | 1999         | 2000         | 2001         | 2002         | 2003         | 2004         | 2005         |
| Turnaj            | 20           | 21           | 22           | 23           | 24           | 25           | 26           | 27           | 28           |
| Turnaj            | střední váha | střední váha | střední váha | střední váha | střední váha | střední váha | střední váha | střední váha | střední váha |
| ----------------- | ------------ | ------------ | ------------ | ------------ | ------------ | ------------ | ------------ | ------------ | ------------ |
| Olympijské hry    |              |              |              | 2.           |              |              |              | 4.           |              |
| Mistrovství světa | 5.           | 3.           | 1.           |              | 3.           | 2.           | 6.           |              | 2.           |

## Profesionální kariéra
Po emigraci z Kuby v roce 2007 se usadil v Norimberku v Německu. Od roku 2008 se připravoval ve fightclubu Petera Althofa se zaměřením na mixed martial arts (MMA). Na konci roku 2009 se oficiálně poprvé představil v profesionálním ringu v zápase se Saschou Weinpolterem a zvítězil.
V roce 2011 dostal možnost zápasit v předprogramu profesionální soutěže MMA Strikeforce v Cincinnati ve Spojených státech amerických. V zápase s Rafaelem Cavalcantem však byl ve druhém kole knockoutován a kvůli zraněné krční páteři se téměř dva roky v ringu neobjevil. Během této doby se v USA zabydlel a v roce 2013 podepsal smlouvu v profesionální soutěži v MMA Ultimate Fighting Championship.
V dubnu 2013 měl svůj první zápas v UFC a od té doby porazil téměř všechny své soupeře, někteří z nich (např. Lyoto Machida, Chris Weidman) byli v UFC šampiony. Dvakrát zápasil o titul s Robertem Whittakerem ale ani jednou neuspěl. Šanci získat titul však dostal ještě jednu, a to i přes dvě prohry v řadě. Soupeřem mu byl neporažený Israel Adesanya. Ani zde se mu ale nepodařilo získat titul a Yoel prohrál na body.
Žije a trénuje v Miami.